# Ivana Kuxová
Ivana Kuxová (* 30. Juni 1981 in Bratislava, Tschechoslowakei) ist eine slowakische Schauspielerin.

## Leben
Die in Bratislava geborene Ivana Kuxová wirkte bereits als Jugendliche am Theater in der slowakischen Stadt Nitra mit und besuchte ein Konservatorium. Später studierte sie an der Hochschule für Musische Künste Bratislava und bereits während ihres Studiums debütierte sie 2000 im Stück Inkognito am Slowakischen Nationaltheater. Nach dem erfolgreichen Abschluss wurde sie festes Mitglied am Slowakischen Nationaltheater. Zudem wirkte sie als Gast auch am Arena-Theater mit.
Ivana Kuxová ist aber nicht nur als Theaterschauspielerin aktiv, sondern ist auch im Film und Fernsehen zu sehen. Unter anderem wirkte sie in der slowakischen Serie Búrlivé víno, welche auf dem Sender TV Markíza ausgestrahlt wurde, mit. Zwischen 2015 und 2017 war sie dort in der Rolle Lýdia Dolinská zu sehen. Zudem spielte sie für das 2016 veröffentlichte slowakische Drame Agáva mit. Im Jahr 2023 war sie in der Rolle Katarína Vydrová in der slowakischen Dramaserie Klamstvo, einer Adaption der britischen Fernsehserie Liar, zu sehen.

## Familie
Sie ist mit dem slowakischen Schauspieler Peter Brajerčík verheiratet und wurden 2016 Eltern eines gemeinsamen Sohnes.